# Arène d'Astri
L'arène d'Astri (en estonien : Astri Arena) est une patinoire situé dans le Lõunakeskus à Tartu en Estonie.

## Présentation
Astri Arena est une patinoire intérieure située dans le centre commercial et de loisirs Lõunakeskus. 
Elle peut accueillir 600 spectateurs.
La patinoire a ouvert en 2005 et le club de hockey sur glace Tartu Välk 494 (et) du championnat d'Estonie de hockey sur glace y joue ses matchs à domicile.